# Grand prieuré d'Aquitaine
Le grand prieuré d’Aquitaine, établi à Angers puis à Poitiers, comprenait la Bretagne, l'Anjou, la Touraine, le Poitou, l'Angoumois et la Saintonge. Il a été créé quelques années après la dévolution des biens de l'ordre du Temple aux Hospitaliers. En juillet 1317, le grand maître Foulques de Villaret ayant été déposé, le pape Jean XXII prend la direction de l'Ordre. À la suite d'une demande de plusieurs dignitaires hospitaliers, il décide le démembrement du Prieuré de France, devenu trop important, et il crée deux autres prieurés, celui d'Aquitaine, et celui de Champagne. La Langue de France comprend alors, jusqu'à la Révolution, trois grands prieurés (Aquitaine, Champagne et France). Le 21 juillet, Jean XXII nomme Pierre de Mailg, prieur d'Aquitaine,.

## Liste des prieurs
1. Pierre de Mailg (21 juillet 1317 -), commandeur de Loudun (1315 - 1317)[6],[7]
2. Guillaume de Mailg (c.1330 - c.1340), ensuite prieur de France[8] (1339)[9]
3. Ferry de Fougerolles (c.1340 - ?)[8], commandeur de Cerisiers (1317) puis prieur de Champagne (1330, 1345, 1349, 1353, 1356)[10],[11] ; Eugène Mannier indique Prieur de France (1337-1339)[9]
4. Jean de Nanteuil (c.1344 - c.1354)[8] ; Chez Eugène Mannier on lit prieur de France et amiral de France (1345)[9] or il était en fait « lieutenant » (tenant lieu) du prieuré de France en 1345. Il prit part à la bataille de Crécy, le 26 août 1346. Il ne devient Amiral de France qu'après la démission de l'amiral Pierre Flotte donc de fin 1347 à c.1356[12]
5. [Vacant] (1356 - 1359) ; Ce n'est pas Jean de Duison qui était Lieutenant au prieuré de France et procureur en ce prieuré du maître de l'ordre de l'Hôpital de Saint-Jean de Jérusalem (1359)[13] ; qui n'était donc pas prieur de France tel que c'est indiqué par Mannier[9] et qui n'est promu au prieuré d'Aquitaine que le 29 janvier 1359 sachant que la bulle de nomination est arrivée plus tard[12]
6. Jean de Duison (1359 -)[12]
7. Robert de Saint-Riquier (6 mars 1367 - ?), uniquement comme lieutenant (Locum tenens) au prieuré d'Aquitaine alors qu'il est commandeur de Bourgneuf et de Champgillon, ensuite commandeur de Beauvais-sur-Matha (1371)[14]
8. Regnault de Nanteuil (c.1368/71 - 1384), commandeur de Fieffes (1351)[15]
9. Girart de Fougerolles[réf. nécessaire]
10. Philibert de Naillac (c.1390 - 1396), ensuite grand maître de l'ordre (1396 - †1421)[15]
11. Girart de Fougerolles (c.1400 - 1407)[15]
12. Aymé d'Oiselay (c.1412 - 1416)[15]
13. Jean de Vivonne (c.1421 - 1433)[7],[15]
14. Philibert de Laigue (c.1434 - 1448)[15]
15. François du Bois (c.1454 - 1462)[15]
16. Bertrand de Cluys (c.1463 - 1466)[15], ensuite grand prieur de France (1469)[9]
17. Jean de Francières (c.1468 - 1488)[15]
18. Charles de Nouroy (1488 - 1498)[15]
19. Regnaud de Saint-Simon (c.1501 - 1519)[15]
20. Charles Jouvenel des Ursins (c.1524 - 1531)[15]
21. Jacques Péloquin (c.1535 - 1559), commandeur des Roches[15]
22. Jean de Nuchèze (1559 - 1562)[15]
23. Charles Hesselin (1563 - 1577)[15]
24. Jacques d'Arquembourg (1578 - 1587)[15]
25. Charles de La Rama (1588 - 1592)[15]. Originaire du Provinois[réf. nécessaire].
26. Robert de Chazé (nommé par lettre de Henry IV du 24 décembre 1593, à cette date commandeur de Sainte Catherine de Nantes et de La Lande de Verché ; ne pourra jamais prendre cette fonction, lors du chapitre provincial à Poitiers le 2 mai 1594 tous les chevaliers présents refusent d'accepter cette nomination hors des règles de l'Ordre[16]
27. Georges Régnier de Guerchy (1595-1599)[17]), ensuite grand prieur de France (1600)[9]
28. Bertrand Péloquin (1600 - 1611), commandeur de Montgauger, du fait de la vacance de Charles de la Rama a présidé en mai 1593 le chapitre provincial du prieuré d'Aquitaine, il portait à cette date le titre de grand prieur de France[18]
29. Henri d'Appelvoisin (1612)[15]
30. Simon Cheminée de Boisbenest (1613 - 1621)[15]
31. Jacques de Gaillarbois-Marconville (1621 - 1640)[15]
32. Guy Turpin de Crissé (1640 - 1644)[19]
33. Jacques Rouxel de Médavy (1644 - 1647), bailli de Morée[20]
34. Pierre Fouquerand de Noue (1647 - 1662)[20]
35. Gilbert de Vieilbourg (1663 - 1672)[20]
36. Gabriel Dauvet des Marest (1679 - 1691)[20]
37. Louis-Étienne Texier d'Hautefeuille (1691 - †1702), fait chevalier du prieuré de France en 1636, commandeur des Roches et de Villedieu[20]. Il fut également abbé commendataire du Mont-Saint-Michel (14 août 1670 - 3 mai 1702).
38. Gabriel Chastellet de Fresnières (1705 - 1709)[20]
39. Gabriel Thibault de la Carte (1709 - 1721)[20]
40. Antoine-Théodoric Godet de Soudet (1723 - 1730)[20]
41. Philippe-Joseph de Lesmerie-d'Eschoisy (1733 - 1752), † 30 mars 1754 à Poitiers[20]
42. Armand-Louis-Joseph Foucault de Saint-Germain-Beaupré (1755), † 11 octobre 1767 à Paris[20]
43. Paul de Vion (1767), † 24 mai 1770[20]
44. Pierre d'Alsace-Hénin-Liétard (1770 - 1782)[20]
45. Louis-Joseph des Escotais (1784 - 1791)[20]. Il fut aussi gouverneur militaire de l'île de Ré (1775-1791)[21],[22] et lieutement-général des armées du Roi (1780-1791)[23].

## Cartes
Pour des articles plus généraux, voir Commanderie hospitalière, Baillie hospitalière et Prieuré hospitalier.
Ci-dessous une carte du grand prieuré d'Aquitaine tel qu'il se composait en 1373 (enquête dans les diocèses d'Angers et de Saintes) avec la possibilité d'afficher la carte des possessions provenant de l'ordre du Temple avant la dévolution de ses biens aux Hospitaliers. L'enquête étant incomplète, il manque entre autres l'inventaire détaillé de leurs biens dans les diocèses de Luçon et de Maillezais.
| Fin XIIIe siècle Ancenis · (La Grée) Assérac Carentoir Lantiern La Coëffrie La Feuillée La Guerche La Nouée Le Créac'h Le Croisty Le Loc'h Malansac Nantes Plélo Pont-Melvez Pont-Scorff Quessoy La Croix-Huis Maupertuis Montbran Plumaugat Port-Stablon Romillé Sulniac Tinténiac Vitré |

| Grand prieuré d'Aquitaine La Grée Assérac Carentoir Lantiern La Coëffrie La Croix-Huis La Feuillée La Grée La Guerche La Nouée Le Créac'h Le Croisty Le Loc'h Malansac Maupertuis Montbran Nantes Plélo Plumaugat Pont-Melvez Pont-Scorff Port-Stablon Quessoy Romillé Sulniac Tinténiac Vitré |

| Amb. Amboise Commanderie d'Angers Auzon Bagnault Les Biais Bois-Ferré Bouillé Brain-sur-l'Authion Champgillon Clisson Coudray Coudrie La Crousillère L'Île · -Bouchard Loudun Mauléon Monsoreau Montgauguier Les Moulins Nantes Poitiers Prailles Précigné Puy-Néron Les Roches S. Georges Saumur Thorée-les-Pins Villedieu V. Villemoisan |

| Amboise Angers Auzon Bagnault Béconnais Les Biais Bois-Ferré Bouillé Brain-sur-l'Authion Champgillon Clisson Coudray Coudrie La Crousillère L'Île · -Bouchard Loudun Mauléon Monsoreau Montgauguier Les Moulins Nantes Poitiers Prailles Précigné Puy-Néron Les Roches S. Georges Saumur Thorée-les-Pins Villedieu V. |

| Prieuré d'Auvergne Les Andrivaux Angles Angoulême Auvignac Auzon Bagnault Beauvais Beloire Bernay Blizon Bois-Ferré Boixe Bourcelaine Bourgneuf Breuil-du-Pas Le Breuil Breuilaufa Bussac Chambon Champgillon Châteaubernard Chierzac Civrac Clisson Comberanche Courant Coudray-Macouard Le Dognon Le Deffend Ensigné Fontsèche Le Fouilloux Fouqueure Goux Le Grand-Madieu Grand · -Vaux Guizengeard L'Île-Bouchard La Bruyère La Cabanne La Crousillère La Graulle La Lande · (Lorignac) La Pérault La Rochelle Lempzours Lugéras Loudun Lussac Mélac Les Épeaux Les Moulins Malleyrand Marcenais Montgauguier Le Mung Nantes Nontron Périgueux Poitiers Prailles Puybonnieux Puy-Néron Remigon Rétaud Les Roches Rouflac L'Épinat Saint-Georges-lès-Baillargeaux Saint · -Martinet Sallerit Saumur Sècheboue Thairé Treuil Villedieu · -la-Blouère Villegats Villejésus Villeneuve Viville Vouthon Églises · -d'Argenteuil |

| Grand prieuré de Toulouse Langue d'Auvergne Langue (prieuré) d'Auvergne Grand prieuré de Toulouse de la Langue de Provence Auzon Angoulême Auvignac Bagnault Beauvais Beloire Bernay Blizon Bois-Ferré Boixe Bourcelaine Bourgneuf Breuil-du-Pas Le Breuil Bussac Champgillon Charneuil Châteaubernard Chierzac Civrac Clisson Coudray-Macouard Courant Le Dognon Le Deffend Ensigné Le Fouilloux Fontsèche Grand · -Vaux Goux Guizengeard L'Île-Bouchard Lavaudieu La Bruyère La Cabanne La Crousillère La Graulle La Lande · (Lorignac) La Pérault La Rochelle Loudun Lugéras Lussac Mélac Les Épeaux Les Moulins Malleyrand Montgauguier Le Mung Nantes Plaincourault Poitiers Pont-de-Cessé Prailles Puy-Néron Remigon Rétaud Les Roches Rouflac L'Épinat Saint-Georges-lès-Baillargeaux St-Opriant Saintes Sallerit Saumur Sècheboue Thairé Treuil Villedieu · -la-Blouère Villegats Villejésus Villeneuve Viville Vouthon Églises · -d'Argenteuil |